# Myc
Myc, или протоонкогенный белок Myc, — фактор транскрипции, который у человека кодируется геном MYC. Myc регулирует экспрессию до 15 % всех генов, связывается с энхансерными последовательностями в ДНК (E-boxes) и усиливает активность ацетилтрансфераз гистонов (англ. HAT). Таким образом, Myc не только является классическим примером фактора транскрипции, но и регулирует структуру хроматина, изменяя ацетилирование гистонов в участках, богатых генами, а также в некодирующих районах.
Мутации гена MYC обнаружены во многих опухолях, при этом ген экспрессируется постоянно, что приводит к нарушению регуляции активности многих генов, в том числе, отвечающих за пролиферацию клеток. Транслокация t(8;14), затрагивающая участок 8-й хромосомы, содержащий ген MYC, вызывает лимфому Беркитта. Временное ингибирование гена MYC селективно уничтожает клетки рака лёгкого мыши, таким образом, Myc является потенциальной мишенью для лекарственных средств.

## Открытие
Ген MYC позвоночных был идентифицирован в 1982 году по его гомологическому сходству с онкогеном вируса миелоцитоматоза птиц v-Myc. Открытый клеточный ген назвали c-MYC, или просто MYC.
Ген MYC также был идентифицирован как основной онкоген при лимфоме Беркитта. Для злокачественных клеток при этом заболевании характерна транслокация с участием 8-й хромосомы. Клонирование места транслокации, показало, что MYC это ключевой затронутый ген.

## Структура и регуляция
Белок Myc принадлежит к семейству факторов транскрипции Myc, которое также включает белки N-Myc и L-Myc. Семейство Myc содержит домен bHLH/LZ (основная спираль-петля-спираль/лейциновая застёжка). Белок Myc при помощи домена bHLH связывается с ДНК, а лейциновая застёжка позволяет ему формировать гетеродимер с белком Max, также фактором транскрипции с доменом bHLH.
Транскрипция гена MYC человека может начинаться с четырёх различных промоторов: P0, P1, P2 или P3. Основными являются промоторы P1 и P2, которые отвечают за синтез 75—90 % и 10—25 % мРНК MYC.
мРНК MYC содержит два альтернативных старт-кодона: классический AUG старт-кодон во втором экзоне и более редкий CUG — в первом. В результате трансляции с этих двух кодонов образуются две изоформы MYC: MYC1 (длинная) и MYC2 (короткая). Две изоформы идентичны по аминокислотной последовательности, но MYC1 имеет дополнительный короткий N-концевой участок.
Изоформы мРНК MYC, синтезированные с разных промоторов, отличаются по белкам, которые они кодируют. Так, Р1- и Р2-мРНК кодируют MYC1 и MYC2, P0-мРНК является полицистронной и кодирует ещё два дополнительных пептида, а с P3-мРНК синтезируется только MYC1.
мРНК MYC содержит IRES, а значит, может транслироваться в условиях, когда 5'-кэпзависимая трансляция невозможна, например, в случае вирусной инфекции.
Ген MYC активирован при некоторых заболеваниях человека в результате амплификации, транслокации или какого-либо другого механизма.
мРНК и белок MYC имеют очень короткое время полужизни — 15 и 30 минут соответственно.

## Взаимодействия
Показаны белок-белковые взаимодействия Myc с продуктами генов NMI, NFYC, NFYB, Cyclin T1, RuvB-like 1, GTF2I, BRCA1, белком 1 T-клеточной лимфомы, вызывающим метастазы, ACTL6A, PCAF, MYCBP2, MAPK8, Bcl-2, гомологом фактора инициации транскрипции SPT3, SAP130, DNMT3A, Smad2 и Smad3, MAX, MYCBP, HTATIP, ZBTB17, Transformation/transcription domain-associated protein, TADA2L, PFDN5, MAPK1, TFAP2A, P73, TAF9, YY1, SMARCB1, SMARCA4, MLH1 и EP400.
Томас с соавторами показали, что посадка MYC на хроматин и способность MYC содействовать формированию индуцированных плюрипотентных стволовых клеток (ИПСК), а также вызывать канцерогенез, зависит от его непосредственного взаимодействия с белком WDR5, являющегося членом семейства белков с повторами WD40.
Также Myc вызывает пролиферацию B-лимфоцитов.

## Функции
Основная функция Myc заключается в регуляции транскрипции большого количества генов. Среди мишеней Myc есть гены, участвующие в пролиферации и дифференцировке клеток, апоптозе и регуляции метаболизма. Myc формирует гетеродимер с белком Max и в таком комплексе связывает E-боксы в ДНК (5'-CACGTG-3'). Для Myc-опосредованной активации транскрипции необходимо взаимодействие Myc с ещё одним белком — TRRAP (англ. transformation/transcription domain-associated protein), который привлекает гистоацетилтрансферазы к местам инициации транскрипции. Гистонацетилтрансферазы ацетилируют гистоны в промоторных областях, что ведёт к деконденсации хроматина и облегчению доступа аппарата транскрипции к ДНК.
Существует точка зрения, что Myc регулирует транскрипцию не только с тех промоторов, которые содержат E-боксы, но практически со всех активных промоторов за счёт стимуляции элонгации транскрипции.

## Роль в заболеваниях человека
Регуляция количества Myc нарушена, по некоторым оценкам, в 70 % случаев рака. Неоднократно было показано, что подавление активности Myc приводит к уменьшению размеров опухолей разного происхождения. Это белок является очень привлекательной мишенью для противораковой терапии.
Реципрокная хромосомная транслокация t(8;14), при которой ген MYC оказывается под контролем регуляторных элементов локуса, кодирующего тяжёлые цепи иммуноглобулинов, часто обнаруживается при лимфоме Беркитта и реже при других B-лимфопролиферативных заболеваниях. Эта и другие транслокации с участием 14-й хромосомы происходят в результате ошибок в работе V(D)J-рекомбиназы.